# Августин (Кандиотис)
Митрополит Августин (греч. Μητροπολίτης Αυγουστίνος, в миру Андреас Кандиотис, греч. Ανδρέας Καντιώτης; 20 апреля 1907, Писо Ливади, Парос, Греция — 28 августа 2010, Флорина, Греция) — епископ Элладской православной церкви (формально также Константинопольской православной церкви); митрополит Флоринский, Пресский и Эордейский (1967—2000).

## Биография
Родился в семье торговца Николая Кантиотиса и учительницы Софии.
Сначала учился в сельской школе на острове Парос, потом в гимназии на острове Сирос. С отличием окончил богословский факультет Афинского университета в 1929 году и вернулся помогать своей матери, уже уехавшей тогда с Пароса и работавшей в школе на острове Иос.
В 1929—1934 годах — преподаватель на острове Кикладес.
В 1934 году назначен митрополитом Этолийским и Акарнанийским Иерофеем (Параскевопулосом) его личным секретарём, одновременно в 1934—1941 годы — протосинкеллом митрополита Этолийского и Акарнанийского.
В 1935 году рукоположён в сан диакона с наречением имени Августин.
В 1941 году переезжает в Яннину, в 1941—1942 годы находится в плену у итальянских оккупационных сил.
В 1942 году митрополит Эдесский и Пелльский Пантелеимон (Папагеоргиу) назначает его священником в Яннице.
В 1943—1945 года вместе с митрополитом Козани и Сервии Иоакимом скрывался от преследований немецкого гестапо в горах, открыл там кухню и кормил нуждающихся.
В 1945—1947 годах служил в митрополии Гревены, а в 1947—1950 годы — священником и проповедником второй бригады греческой армии в Козани.
В 1951 году архиепископ Спиридон (Влахос) назначает его первым проповедником в Афинской митрополии.
В 1950-х годах, в статье «Избрание Архиепископа», призвал избирать архиепископа Афинского, предстоятеля Афинской церкви, «…представителями клира и народа, собранием выборщиков, которых должно быть не меньше 500».
25 июня 1967 года состоялась его епископская хиротония в епископа Флоринского, Пресского и Эордейского.
В апреле 1968 года чуть не был лишён кафедры правившей тогда хунтой Чёрных полковников под предлогом психического заболевания. Однако в Афинах архиепископ Иероним (Коцонис) объяснил правящей верхушке, что народ любит владыку Августина и лучше его оставить в покое.
В 1996 году был награждён Патриархом Сербским Павлом сербским церковным орденом Святого Саввы 1-й степени — «в знак признательности за великую духовную поддержку и большую материальную помощь Сербской Православной Церкви и верному её народу в Республике Сербской».
С 15 января 2000 года находился на покое.
Скончался 28 августа 2010 года. Похоронен в монастыре святого Августина во Флорине, в соответствии с его завещанием.

## Наследие и взгляды
Являлся автором более 80 книг о духовной жизни, некоторые из которых были переведены на другие языки. В своих публикациях не ограничивался вопросами сугубо церковными, но держал в поле своего внимания и общественные проблемы.
Был сторонником традиционной греческой православной веры, выступал против экуменического движения и отличался консервативными взглядами, так например в 1949 году впервые выступил против масонских лож, а в 1952 году выступил против проведения конкурса «Мисс Греция».